# Canzone

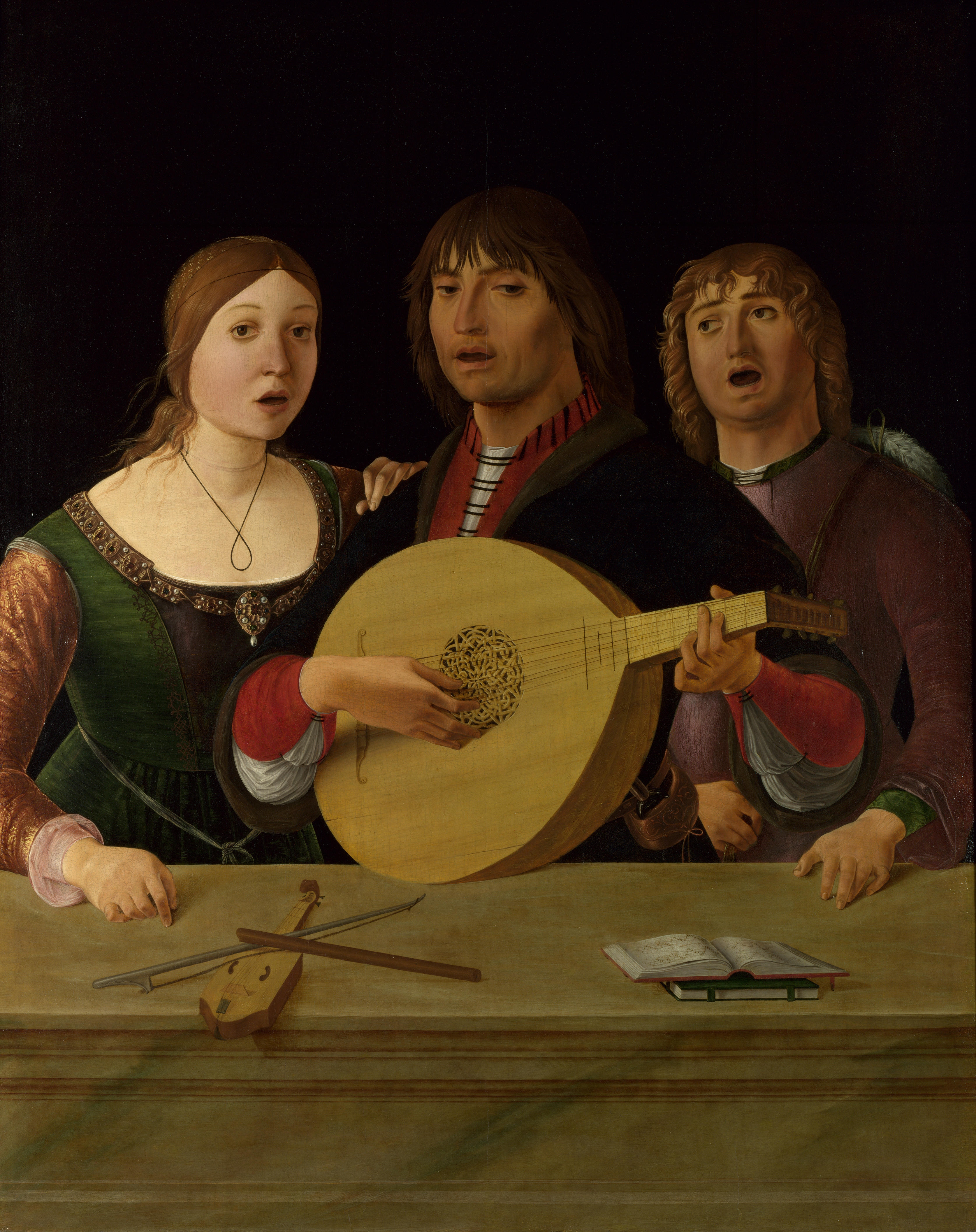
Un trio, accompagnato da un liuto ne Un concerto di Lorenzo Costa (1490)

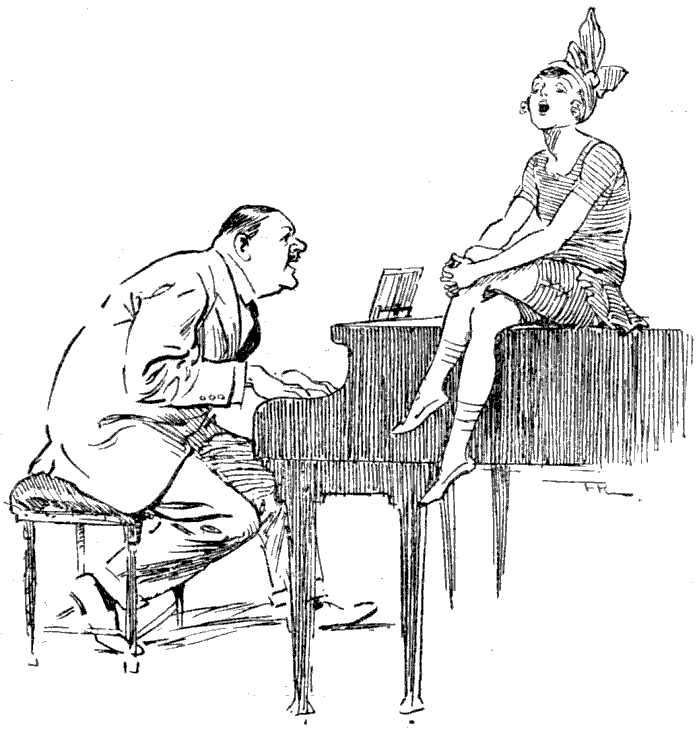
Caricatura che ritrae l'esecuzione di una canzone

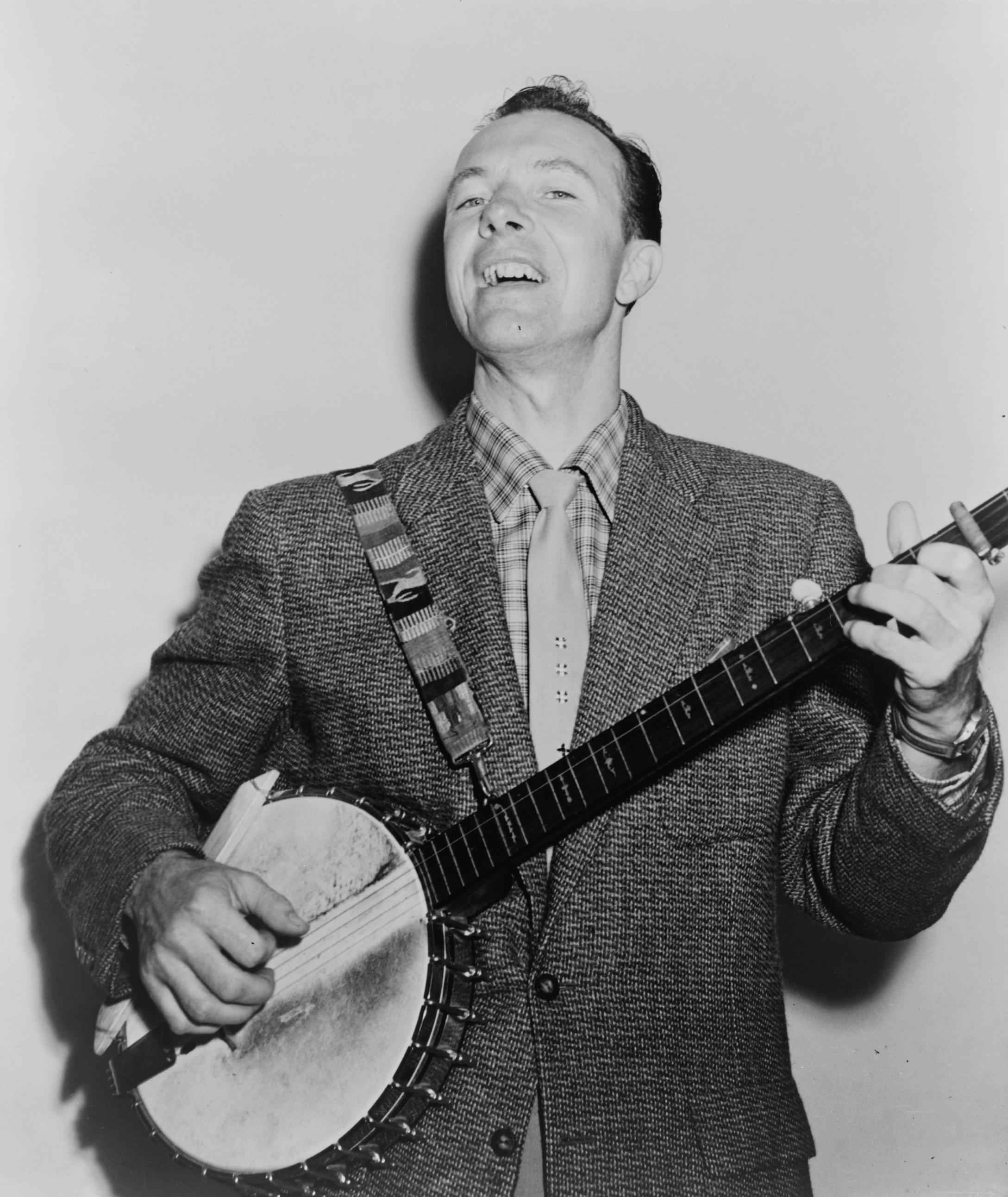
Il cantante folk Pete Seeger

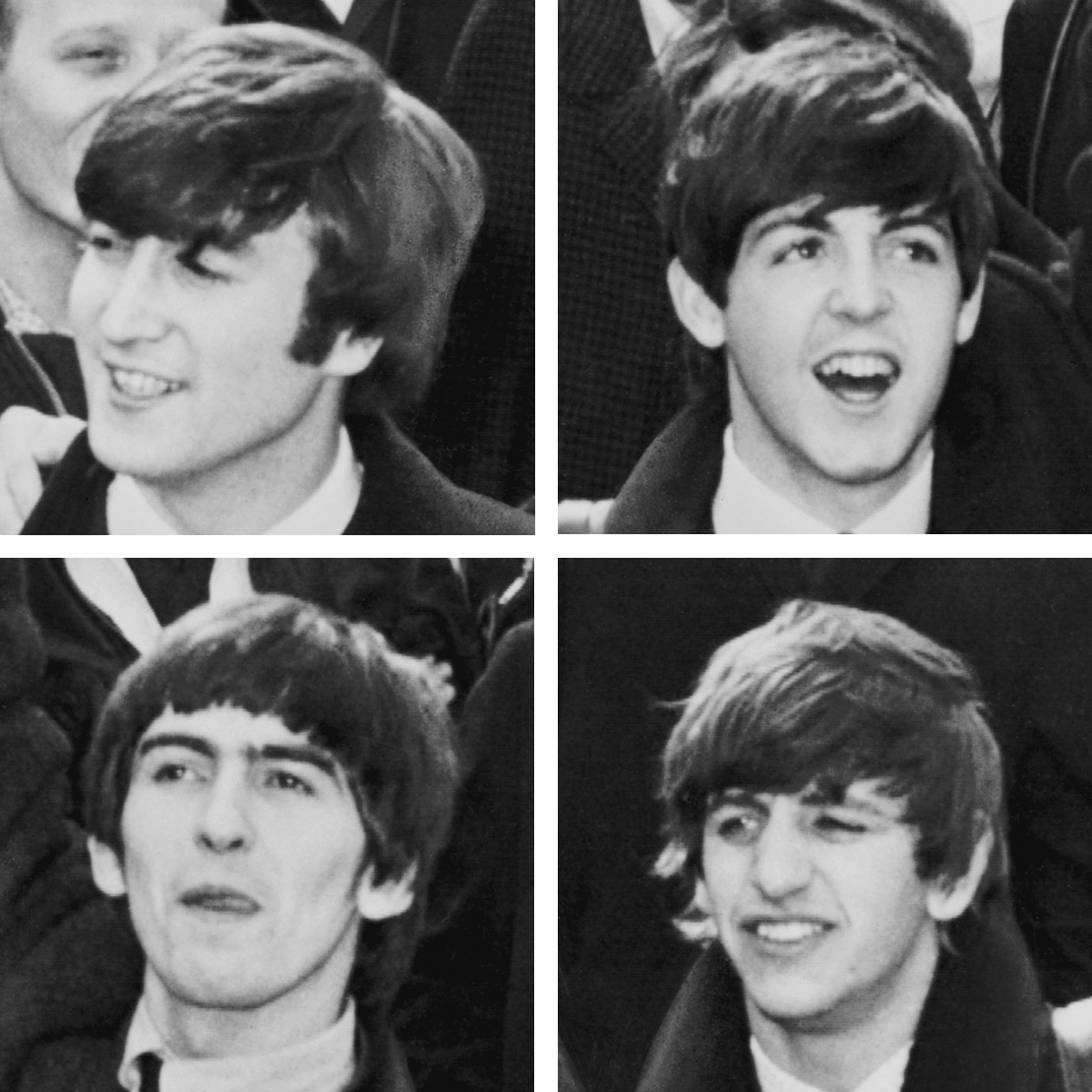
Uno dei gruppi leader della musica rock: The Beatles

Una canzone è una composizione vocale scritta per una o più voci perlopiù con accompagnamento strumentale. Sono sinonimi frequenti le espressioni brano musicale e brano, per quanto queste definizioni possano essere estese al concetto stesso di composizione.
Una canzone o canzonetta, più raramente è anche un episodio di un'opera in cui il personaggio intona realmente una canzone, spesso accompagnato da strumenti a pizzico. Giuseppe Verdi definì canzoni alcune arie di Rigoletto (Atto III: «La donna è mobile») Un ballo in maschera (Atto I: «Dì tu se fedele», atto III: «Saper vorreste») e Otello (Atto IV: Canzone del salice).

## Storia
Musica destinata al popolo, di facile presa e assimilazione, si giovò agli inizi di elementi colti e popolari. È quasi impossibile stabilire dove sia nato questo genere e chi siano stati i primi autori, anche se in Europa i primi esempi risalirono al Medioevo e il patrimonio più antico sembrerebbe quello proveniente dall'Antico Egitto con la tradizionale canzone popolare della trebbiatura.
Se l'origine della canzone è strettamente legata a quella della musica popolare, potendo generalizzare, in ogni nazione si rintracciano tre tradizioni importanti:
- il filone folk, che recupera arie, canti antichissimi e locali che provengono dai campi, dal mare e dai monti;
- il filone della canzone per la danza, che prevede una prevalenza della musica sui testi;
- il filone poetico, che cerca di esprimere sentimenti e ideali da diffondere, da cui nascono sia le canzoni generalmente tipiche del nord, con argomenti storici, politici, militareschi, familiari e occasionalmente sentimentali, in cui assume maggiore priorità il contenuto sulla forma (tranne che per le musiche da ballo), sia quelle tipiche del sud, sognanti, ammiccanti, edulcorate, distraenti con argomenti sentimentali ma anche paesaggistici e familiari, talvolta strappalacrime (come la lunga sequenza di canzoni dedicate agli emigranti).[3]

Le canzoni moderne si dividono in melodiche e sincopate e la loro popolarità fu inizialmente dovuta alla diffusione dei caffè-concerto, poi al boom dell'industria discografica e dei suoi prodotti sempre più appetibili al grande pubblico, e infine a film musicali, radio, televisione.

## Nella musica pop
La forma musicale più diffusa nella musica leggera è sicuramente la canzone, eseguita di solito da formazioni ridotte, con strumenti quali chitarra, basso, batteria e tastiere, o più raramente da formazioni orchestrali più o meno grandi. La struttura di una canzone è generalmente caratterizzata da quattro elementi principali, che possono essere sviluppati, intrecciati e arricchiti in vari modi:
- una melodia, ovvero la linea del canto
- un'armonia, ovvero gli accordi e le progressioni
- un tempo, ovvero la velocità e l'andamento ritmico
- il testo, da cui dipendono spesso gli altri tre.

L'impianto più frequente di una canzone è dato da introduzione, strofa, ritornello, ripetizione della strofa, eventuale breve inciso strumentale o solo, ripetizione del ritornello (a volte con variazione) e conclusione (detta finale o cadenza). Lo standard di una canzone di musica leggera è caratterizzato pertanto dall'alternanza strofa/ritornello "incorniciata" da intro e outro. La durata complessiva delle versioni radio di una canzone, per esigenze commerciali, dovrebbe essere compresa fra i 3 e i 4 minuti.
Questa semplice formula può presentare molte varianti. Spesso fra la strofa e il ritornello compare un bridge o ponte che costituisce appunto un passaggio di diversa struttura armonica e melodica per lanciare il ritornello. Nella stesura dell'arrangiamento a volte il brano viene "incorniciato" da un motivo aggiunto che può fungere da introduzione, intermezzo strumentale o finalino. Se si tratta di un riff corto, può anche essere riproposto ad ogni cambio di strofa. Per imprimere un "cambio di marcia", ovvero un'impennata energetica ad un brano un po' stanco e monotono, una tecnica diffusissima - forse abusata, ma sempre efficace - è far salire la tonalità di mezzo tono o più. In genere il salto si fa a metà canzone, all'uscita della strofa o del ritornello, e l'operazione può anche ripetersi più volte. Quando il disegno melodico lo permette, tra una frase cantata e l'altra, si può introdurre un contrappunto solistico strumentale che, alternandosi e avvolgendosi al motivo conduttore può arricchirlo e caratterizzarlo.
Il testo è in genere per rime. A ciascuna riga di testo vengono spesso fatte corrispondere 4 misure, e in tal caso una strofa o un ritornello sono pertanto associati due righe tipicamente in rima. Il testo di una canzone usualmente segue un filo logico o narrativo all'interno dei suoi versi, ma sono ugualmente diffuse canzoni che non rispettano questo criterio (per esempio nel genere hip hop). Esistono anche canzoni che sono il proseguimento musicale/narrativo di un'altra canzone contenuta normalmente nello stesso album, come è uso nei concept album, tipici del rock progressivo degli anni settanta. Questi veri e propri capolavori musicali e di letteratura cantata, possono essere considerati dei moderni poemi sinfonici a tema (vedi per esempio album storici come In the Court of the Crimson King (King Crimson) Nursery Cryme (Genesis) Octopus (Gentle Giant), Close to the Edge (Yes), The Wall (Pink Floyd) e Metropolis Pt. 2: Scenes from a Memory (Dream Theater).
Seguono esempi di canzoni famose per analizzarne le caratteristiche. My Way ha la forma più classica di canzone, con due strofe, un ritornello, ancora una strofa e un ritornello con finale. Un'altra caratteristica molto diffusa che si riscontra in questo brano è la tradizionale strofa su note di altezza media o medio-grave che si dispiega poi nel ritornello con note più alte ascendenti fino alla due più acute che fanno da epilogo all'inciso. Anche Yesterday si identifica formalmente con la normale successione di due strofe, ritornello, strofa, ritornello e strofa. Entrambi questi due grandi successi internazionali sono privi di un'introduzione vera e propria, fatta eccezione per due battute strumentali sull'accordo iniziale. Presenta invece l'introduzione My Sweet Lord, brano celeberrimo per essere costruito sulla ripetizione in loop di un'unica frase melodica. Impressioni di settembre è passata alla storia del pop per il suo inciso strumentale che fa da protagonista rispetto a una strofa-ouverture e a un bridge-preludio dall'atmosfera sospesa.

## Primati
- La prima canzone registrata è stata la canzone popolare francese Au clair de la lune, registrata nel 1860 da Édouard-Léon Scott de Martinville.[4][5]
- Il singolo più venduto del mondo è White Christmas del 1942 di Bing Crosby, che ha venduto 50 milioni di copie.[6]
- Secondo la World Record Academy la canzone pop più lunga mai registrata è Apparente libertà, scritta da Giancarlo Ferrari nel 2005, un brano della durata di 76 minuti e 44 secondi. In precedenza il record è appartenuto a The Devil Glitch di Chris Butler (69 minuti).[7][8]
- La canzone più corta mai registrata è You Suffer del gruppo grindcore britannico dei Napalm Death della durata di 1.316 secondi dell'album Scum del 1987 ed è compresa nel Guinness dei Primati,[9] la canzone Leugo dell'album Palanche del 2006 del gruppo dialettale genovese dei Buio Pesto dura 571 millesimi di secondi, ma il primato non gli è stato ancora riconosciuto nel Guinness dei Primati.[10]
- La canzone con il titolo più lungo è Regretting What I Said to You When You Called Me 11:00 On a Friday Morning to Tell Me that at 1:00 Friday Afternoon You're Gonna Leave Your Office, Go Downstairs, Hail a Cab to Go Out to the Airport to Catch a Plane to Go Skiing in the Alps for Two Weeks, Not that I Wanted to Go With You, I Wasn't Able to Leave Town, I'm Not a Very Good Skier, I Couldn't Expect You to Pay My Way, But After Going Out With You for Three Years I DON'T Like Surprises!! - A Musical Apology ("Pentendomi di quel che ti ho detto quando mi hai chiamato alle 11:00 del mattino di venerdì per dirmi che alle 13:00 di venerdì pomeriggio avresti lasciato il tuo ufficio, sceso le scale, fermato un taxi per raggiungere l'aeroporto per prendere un aereo per andare a sciare sulle Alpi per due settimane, non che volessi venire con te, non avrei potuto lasciare la città, non sono una sciatrice molto brava, non potevo chiederti di pagarmi il viaggio, ma dopo tre anni che esco con te NON mi piacciono le sorprese! - Scuse musicali"), per un totale di 97 parole e 383 caratteri dell'album Future Fossils del 1983 della cantante statunitense Christine Lavin.[11][12]